# Zesvlak
Een zesvlak of hexaëder is een veelvlak met zes vlakken. Een regelmatig zesvlak, dat uit zes vierkanten is opgebouwd van gelijke grootte, is een kubus.
Varianten met ook zes vierhoeken als zijvlakken:
- parallellepipedum – opgebouwd uit drie paar parallellogrammen
- ruitenzesvlak – Deze is opgebouwd uit zes gelijke ruiten en is daarom een romboëder.
- balk – opgebouwd uit drie paar rechthoeken
- vierhoekig frustum – vierhoekige afgeknotte piramide

Andere met meer en minder regelmatige varianten:
- vijfhoekige piramide – opgebouwd uit een vijfhoek en vijf driehoeken
- driehoekige bipiramide – opgebouwd uit twee tegen elkaar geplaatste regelmatige viervlakken